# Rheumaptera palaearctica
Rheumaptera palaearctica là một loài bướm đêm trong họ Geometridae.